# Nagygyimót
Nagygyimót is een plaats (község) en gemeente in het Hongaarse comitaat Veszprém. Nagygyimót telt 598 inwoners (2001).